# Camponotus formiciformis
Camponotus formiciformis är en myrart som beskrevs av Auguste-Henri Forel 1885. Camponotus formiciformis ingår i släktet hästmyror, och familjen myror. Inga underarter finns listade.